# Pianistul (film)
Pianistul este un film biografic dramatic de război din 2002 care a fost regizat de Roman Polanski, după un scenariu de Ronald Harwood cu Adrien Brody ca Władysław Szpilman. Este o adaptare după memoriile muzicianului polono-evreu Władysław Szpilman. Filmul este o coproducție Polonia, Franța, Germania și Marea Britanie.
Pianistul a avut numeroase laude și a primit mai multe premii și nominalizări. La ediția 75-a a premiilor Oscar, Pianistul a câștigat premiul Oscar pentru cel mai bun regizor (Polanski), cel mai bun scenariu adaptat (Ronald Harwood) și cel mai bun actor (Brody), fiind nominalizat la alte patru premii printre care și Premiul Oscar pentru cel mai bun film.
Filmul a primit Palme d'Or la Festivalul de Film de la Cannes din 2002, Premiul BAFTA pentru cel mai bun film, Premiul BAFTA pentru cel mai bun regizor în 2003. A mai câștigat șapte premii franceze Césars inclusiv pentru cel mai bun film, cel mai bun regizor și cel mai bun actor (pentru Brody).

## Rezumat
În septembrie 1939, postul radio al lui Wladyslaw Szpilman, un pianist polonezo-evreu, este zguduit de bombardamentele germane cu ocazia invaziei Germaniei naziste în Polonia și izbucnirea ulterioară a celui de-al doilea război mondial. În speranța unei victorii rapide, Szpilman este acasă și se bucură alături de familia sa când află că Marea Britanie și Franța au declarat război Germaniei, dar Armata Germană o înfrânge pe cea poloneză și ocupă Varșovia. Condițiile de viață impuse evreilor devin din ce în ce mai aspre, fiindu-le permisă doar o sumă limitată de bani și mai târziu fiind obligați să poarte banderole cu Steaua lui David. Până în noiembrie 1940, evreii sunt siliți să stea în condiții oribile și umilitoare în ghetoul Varșovia, unde familia lui Szpilman -printre care se află tatăl și mama sa- sunt martori la radiul unor trupe SS care-i ucid pe toți cei aflați în apartamentul de vizavi. Curând familia lui Szpilman este deportată în lagărul de exterminare de la Treblinka (prin operațiunea Reinhard), dar Szpilman este salvat de un prieten aflat în poliția evreiască a ghetoului (Jüdische Ghetto-Polizei).
Szpilman muncește pe un șantier sub supravegherea nemților. Szpilman ajută o revoltă a evreilor în ghetou. Reușește să scape din ghetou și se ascunde primind ajutorul unor prieteni polonezi. În aprilie 1943, Szpilman observă declanșarea și înfrângerea revoltei din ghetoul din Varșovia printr-o fereastră din apropierea ghetoului. După un an Szpilman este forțat să fugă după ce o vecină îl descoperă. 
În august 1944, rezistența poloneză începe Insurecția din Varșovia, atacând o clădire germană aflată vizavi de ascunzătoarea lui Szpilman. Un tanc distruge apartamentul său și este forțat să fugă și să se ascundă în altă parte în timp ce lupta se dezlănțuie în jur. De-a lungul următoarele luni orașul este distrus și golit de populație iar Szpilman, care nu mai are pe nimeni, caută disperat adăpost și provizii printre ruine. În cele din urmă, el este descoperit de către ofițerul Wehrmacht Wilm Hosenfeld, care află că Szpilman este pianist și îi cere să cânte la un pian aflat în clădire. Szpilman cântă  o nocturnă de Chopin. Hosenfeld este impresionat și îi permite apoi lui Szpilman să rămână în podul unde stătea ascuns și îi aduce mâncare. În timp ce germanii sunt forțați să se retragă din cauza ofensivei inițiate de Armata Roșie în ianuarie 1945, Hosenfeld se întâlnește cu Szpilman pentru ultima oară și-i promite că-l va asculta cântând la postul de radio polonez. El îi dă lui Szpilman mantaua sa pentru a-i ține de cald.
În altă parte, foști deținuți ai lagărului nazist agresează verbal prizonierii de război luați de sovietici din rândul soldaților germani. Un fost deținut strigă că tot ce avea era vioara, iar Hosenfeld, acum și el prizonier, îl întreabă pe violonist dacă îl cunoaște pe Szpilman, violonistul confirmă, iar neamțul îl roagă să-i spună lui Szpilman că are nevoie el acum de ajutorul lui. Violonistul se întoarce cu Szpilman, dar nu mai găsesc decât câmpul plin de ierburi.
În epilog se arată că Szpilman a murit la 88 de ani în 2000, în timp ce Hosenfeld a murit în 1952 ca prizonier în URSS.

## Distribuție
- Adrien Brody — Władysław Szpilman
- Thomas Kretschmann — căpitanul Wilm Hosenfeld
- Frank Finlay — tatăl lui Władysław
- Maureen Lipman — mama lui Władysław
- Ronan Vibert — Andrzej Bogucki
- Ruth Platt — Janina Bogucki
- Emilia Fox — Dorota
- Michał Żebrowski — Jurek
- Ed Stoppard — Henryk, fratele lui Władysław
- Jessica Kate Meyer — Halina, sora lui Władysław
- Julia Rayner — Regina, sora lui Władysław
- Roy Smiles — Itzhak Heller
- Richard Ridings — dl Lipa
- Daniel Caltagirone — Majorek
- Valentine Pelka — soțul Dorotei